# Šiatorská Bukovinka
Šiatorská Bukovinka es un municipio del distrito de Lučenec en la región de Banská Bystrica, Eslovaquia, con una población estimada a final del año 2024 de 262 habitantes.
Se encuentra ubicado en el centro-sur de la región, en el valle del río Ipoly —un afluente izquierdo del Danubio— y cerca de la frontera con Hungría.

## Demografía
| Año        | 1994 | 2004     | 2014    | 2024     |
| ---------- | ---- | -------- | ------- | -------- |
| Población  | 371  | 333      | 318     | 262      |
| Diferencia |      | −10,24 % | −4,50 % | −17,61 % |

| Año        | 2023 | 2024    |
| ---------- | ---- | ------- |
| Población  | 268  | 262     |
| Diferencia |      | −2,23 % |